# 1982年の野球
1982年の野球（1982ねんのやきゅう）では、1982年の野球界における動向をまとめる。

## 競技結果

### 日本プロ野球

#### ペナントレース

##### セ・リーグ
| 順位 | 球団               | 勝 | 敗 | 分 | 勝率 | 差   |
| 1位  | 中日ドラゴンズ     | 64 | 47 | 19 | .577 | 優勝 |
| 2位  | 読売ジャイアンツ   | 66 | 50 | 14 | .569 | 0.5  |
| 3位  | 阪神タイガース     | 65 | 57 | 8  | .533 | 4.5  |
| 4位  | 広島東洋カープ     | 59 | 58 | 13 | .504 | 8.0  |
| 5位  | 横浜大洋ホエールズ | 53 | 65 | 12 | .449 | 14.5 |
| 6位  | ヤクルトスワローズ | 45 | 75 | 10 | .375 | 23.5 |

##### パ・リーグ
| 順位 | 球団                 | 勝 | 敗 | 分 | 勝率 | 差   |
| 1位  | 西武ライオンズ       | 36 | 27 | 2  | .571 | 優勝 |
| 2位  | 阪急ブレーブス       | 33 | 28 | 4  | .541 | 2.0  |
| 3位  | 近鉄バファローズ     | 30 | 27 | 8  | .526 | 3.0  |
| 4位  | 日本ハムファイターズ | 32 | 29 | 4  | .525 | 3.0  |
| 5位  | 南海ホークス         | 27 | 34 | 4  | .443 | 8.0  |
| 6位  | ロッテオリオンズ     | 23 | 36 | 6  | .390 | 11.0 |

| 順位 | 球団                 | 勝 | 敗 | 分 | 勝率 | 差   |
| 1位  | 日本ハムファイターズ | 35 | 23 | 7  | .603 | 優勝 |
| 2位  | 近鉄バファローズ     | 33 | 30 | 2  | .524 | 4.5  |
| 3位  | 西武ライオンズ       | 32 | 31 | 2  | .508 | 5.5  |
| 4位  | ロッテオリオンズ     | 31 | 33 | 1  | .484 | 7.0  |
| 5位  | 阪急ブレーブス       | 29 | 32 | 4  | .475 | 7.5  |
| 6位  | 南海ホークス         | 26 | 37 | 2  | .413 | 11.5 |

| 順位 | 球団                 | 勝 | 敗 | 分 | 勝率 | 差   |
| 1位  | 西武ライオンズ       | 68 | 58 | 4  | .540 | 優勝 |
| 2位  | 日本ハムファイターズ | 67 | 52 | 11 | .563 | -2.5 |
| 3位  | 近鉄バファローズ     | 63 | 57 | 10 | .525 | 2.0  |
| 4位  | 阪急ブレーブス       | 62 | 60 | 8  | .508 | 4.0  |
| 5位  | ロッテオリオンズ     | 54 | 69 | 7  | .439 | 12.5 |
| 6位  | 南海ホークス         | 53 | 71 | 6  | .427 | 14.0 |

*優勝はプレーオフで決定。2位以下はプレーオフの結果に関係なく勝率順で決定

#### パシフィック・リーグプレーオフ
| 日付                     | 試合   | ビジター球団（先攻） | スコア   | ホーム球団（後攻）   | 開催球場           |
| 10月9日（土）            | 第1戦  | 日本ハムファイターズ | 0 - 6    | 西武ライオンズ       | 西武ライオンズ球場 |
| 10月10日（日）           | 第2戦  | 日本ハムファイターズ | 2 - 3    | 西武ライオンズ       | 西武ライオンズ球場 |
| 10月11日（月）           | 第3戦  | 雨天中止             | 雨天中止 | 雨天中止             | 後楽園球場         |
| 10月12日（火）           | 第3戦  | 西武ライオンズ       | 1 - 2    | 日本ハムファイターズ | 後楽園球場         |
| 10月13日（水）           | 休養日 | 休養日               | 休養日   | 休養日               | 休養日             |
| 10月14日（木）           | 第4戦  | 西武ライオンズ       | 7 - 5    | 日本ハムファイターズ | 後楽園球場         |
| 年間優勝：西武ライオンズ |        |                      |          |                      |                    |

#### 日本シリーズ
| 日付                                  | 試合   | ビジター球団（先攻） | スコア | ホーム球団（後攻） | 開催球場           |
| ------------------------------------- | ------ | -------------------- | ------ | ------------------ | ------------------ |
| 10月23日（土）                        | 第1戦  | 西武ライオンズ       | 7 - 3  | 中日ドラゴンズ     | ナゴヤ球場         |
| 10月24日（日）                        | 第2戦  | 西武ライオンズ       | 7 - 1  | 中日ドラゴンズ     | ナゴヤ球場         |
| 10月25日（月）                        | 移動日 | 移動日               | 移動日 | 移動日             | 移動日             |
| 10月26日（火）                        | 第3戦  | 中日ドラゴンズ       | 4 - 3  | 西武ライオンズ     | 西武ライオンズ球場 |
| 10月27日（水）                        | 第4戦  | 中日ドラゴンズ       | 5 - 3  | 西武ライオンズ     | 西武ライオンズ球場 |
| 10月28日（木）                        | 第5戦  | 中日ドラゴンズ       | 1 - 3  | 西武ライオンズ     | 西武ライオンズ球場 |
| 10月29日（金）                        | 移動日 | 移動日               | 移動日 | 移動日             | 移動日             |
| 10月30日（土）                        | 第6戦  | 西武ライオンズ       | 9 - 4  | 中日ドラゴンズ     | ナゴヤ球場         |
| 優勝：西武ライオンズ（24年ぶり4回目） |        |                      |        |                    |                    |

#### 個人タイトル
|                               | セントラル・リーグ | セントラル・リーグ | セントラル・リーグ | パシフィック・リーグ | パシフィック・リーグ | パシフィック・リーグ |
| タイトル                      | 選手               | 球団               | 成績               | 選手                 | 球団                 | 成績                 |
| ----------------------------- | ------------------ | ------------------ | ------------------ | -------------------- | -------------------- | -------------------- |
| 最優秀選手                    | 中尾孝義           | 中日               |                    | 落合博満             | ロッテ               |                      |
| 最優秀新人                    | 津田恒美           | 広島               |                    | 大石大二郎           | 近鉄                 |                      |
| 最優秀投手                    | 北別府学           | 広島               |                    |                      |                      |                      |
| 沢村栄治賞                    | 北別府学           | 広島               |                    |                      |                      |                      |
| 首位打者                      | 長崎啓二           | 大洋               | .351               | 落合博満             | ロッテ               | .325                 |
| 最多本塁打                    | 掛布雅之           | 阪神               | 35本               | 落合博満             | ロッテ               | 32本                 |
| 最多打点                      | 掛布雅之           | 阪神               | 95打点             | 落合博満             | ロッテ               | 99打点               |
| 最多盗塁                      | 松本匡史           | 巨人               | 61盗塁             | 福本豊               | 阪急                 | 54盗塁               |
| 最多安打                      | 田尾安志           | 中日               | 174安打            | 落合博満             | ロッテ               | 150安打              |
| 最多出塁数(セ) 最高出塁率(パ) | 掛布雅之 田尾安志  | 阪神 中日          | 232出塁            | 落合博満             | ロッテ               | .431                 |
| 最多勝利打点                  | 原辰徳             | 巨人               | 14打点             | 落合博満             | ロッテ               | 13打点               |
| 最優秀防御率                  | 斉藤明夫           | 大洋               | 2.07               | 高橋里志             | 日本ハム             | 1.84                 |
| 最多勝利                      | 北別府学           | 広島               | 20勝               | 工藤幹夫             | 日本ハム             | 20勝                 |
| 最多奪三振                    | 江川卓             | 巨人               | 196奪三振          | 松沼博久             | 西武                 | 152奪三振            |
| 最高勝率                      | 都裕次郎           | 中日               | .762               | 工藤幹夫             | 日本ハム             | .833                 |
| 最優秀救援投手                | 山本和行           | 阪神               | 40SP               | 江夏豊               | 日本ハム             | 37SP                 |

#### ベストナイン
|          | セントラル・リーグ | セントラル・リーグ | パシフィック・リーグ | パシフィック・リーグ |
| 守備位置 | 選手               | 球団               | 選手                 | 球団                 |
| -------- | ------------------ | ------------------ | -------------------- | -------------------- |
| 投手     | 北別府学           | 広島               | 工藤幹夫             | 日本ハム             |
| 捕手     | 中尾孝義           | 中日               | 中沢伸二             | 阪急                 |
| 一塁手   | 谷沢健一           | 中日               | 柏原純一             | 日本ハム             |
| 二塁手   | 篠塚利夫           | 巨人               | 落合博満             | ロッテ               |
| 三塁手   | 掛布雅之           | 阪神               | スティーブ           | 西武                 |
| 遊撃手   | 宇野勝             | 中日               | 石毛宏典             | 西武                 |
| 外野手   | 田尾安志           | 中日               | 福本豊               | 阪急                 |
| 外野手   | 長崎啓二           | 大洋               | 栗橋茂               | 近鉄                 |
| 外野手   | 山本浩二           | 広島               | 新井宏昌             | 南海                 |
| 指名打者 |                    |                    | T.ソレイタ           | 日本ハム             |

#### ダイヤモンドグラブ賞
|          | セントラル・リーグ | セントラル・リーグ | パシフィック・リーグ | パシフィック・リーグ |
| 守備位置 | 選手               | 球団               | 選手                 | 球団                 |
| -------- | ------------------ | ------------------ | -------------------- | -------------------- |
| 投手     | 西本聖             | 巨人               | 山田久志             | 阪急                 |
| 捕手     | 中尾孝義           | 中日               | 大宮龍男             | 日本ハム             |
| 一塁手   | 中畑清             | 巨人               | 柏原純一             | 日本ハム             |
| 二塁手   | 篠塚利夫           | 巨人               | 大石大二郎           | 近鉄                 |
| 三塁手   | 掛布雅之           | 阪神               | 古屋英夫             | 日本ハム             |
| 遊撃手   | 山下大輔           | 大洋               | 石毛宏典             | 西武                 |
| 外野手   | 平野謙             | 中日               | 福本豊               | 阪急                 |
| 外野手   | 松本匡史           | 巨人               | 簑田浩二             | 阪急                 |
| 外野手   | 北村照文           | 阪神               | 島田誠               | 日本ハム             |

### 高校野球
- 第54回選抜高等学校野球大会優勝：PL学園（大阪府）
- 第64回全国高等学校野球選手権大会優勝：池田（徳島県）

### 大学野球
- 第31回全日本大学野球選手権大会優勝：法政大
- 第13回明治神宮野球大会優勝：東海大

- 東京六大学野球連盟優勝 春：法政大、秋：早稲田大
- 東都大学野球連盟優勝 春：東洋大、秋：専修大
- 関西学生野球連盟優勝 春：近畿大、秋：近畿大

### 社会人野球
- 第53回都市対抗野球大会優勝：住友金属
- 第9回社会人野球日本選手権大会優勝：ヤマハ発動機

### メジャーリーグ
- ワールドシリーズ
  - セントルイス・カージナルス（ナ・リーグ） （4勝3敗） ミルウォーキー・ブルワーズ（ア・リーグ）

## できごと

### 1月
- 1月9日 - プロ・アマ合同規則委員会が東京・本郷の旅館「天竜」にて開かれ、今季からパ・リーグの指名打者に偵察要員を送ること禁止すると決定[3]。
- 1月11日 - パ・リーグは阪急ブレーブスの佐藤義則の任意引退を公示。腰痛の治療に専念するため練習生扱いとする球団の方針による[4]。
- 1月21日 - ヤクルトスワローズはチャーリー・マニエルを自由契約にしたと発表[5]。
- 1月28日 - 阪神タイガースは近鉄バファローズから永尾泰憲を金銭トレードで獲得したと発表[6]。
- 1月29日 - 野球体育博物館に表彰される野球関係者を選ぶ特別表彰委員会が東京・九段下のホテルグランドパレスで開かれ、セ・リーグ会長の鈴木龍二と元全日本学生野球連盟会長の外岡茂十郎を選出[7]。

### 2月
- 2月1日 - 横浜大洋ホエールズは前シカゴ・カブスのマイク・ラムの入団を発表。球団の今季3人目の外国人選手となる[8]。
- 2月8日 - ロッテオリオンズは西新宿のロッテ本社にて、球団代表の西垣徳雄が退任し後任に東急エージェンシー勤務の石原照夫が就任すると発表[9]。

### 3月
- 3月12日 - パ・リーグは阪急の佐藤義則を支配下登録したことを発表[10]。
- 3月26日
  - 野球評論家の水原茂が肝不全のため入院先の東京女子医大病院にて死去[11]。
  - 阪神甲子園球場で第54回選抜高等学校野球大会が開幕。
- 3月27日
  - 大韓民国で初のプロ野球リーグ「韓国野球選手権大会（現KBOリーグ）」が開幕。始球式は当時の大統領全斗煥が行なった。
  - 大洋は株主総会を開き、監督の関根潤三の取締役就任を承認[12]。

### 4月
- 4月3日 - 1982年度のプロ野球の公式戦がセントラル、パシフィックリーグが同時に開幕[13]。
- 4月4日
  - 広島東洋カープの衣笠祥雄が広島市民球場での対中日2回戦の七回裏に1号2点本塁打を打ち、プロ通算1000打点を達成[14]。
  - 阪急の山沖之彦が西宮球場での対近鉄前期1回戦でプロ野球史上初となる新人開幕戦[15]セーブを記録[16]。
- 4月5日 - 第54回選抜高等学校野球大会の決勝戦が阪神甲子園球場で行われ、PL学園が二松学舎大付を15-2で破り、2年連続2回目の優勝[17]。
- 4月6日 - 日本ハムファイターズの間柴茂有が後楽園球場での対近鉄1回戦に先発して勝利投手となり、連勝記録を16に伸ばす[18]。
- 4月9日
  - 千葉市はプロ野球誘致を前提とした多目的スタジアムの建設構想を明らかにした[19]。
  - 読売ジャイアンツの藤城和明と阪急の笹本信二の交換トレードを両球団から発表[20]。
- 4月18日
  - 巨人対阪神3回戦が後楽園球場で行われ、これで巨人対阪神戦の公式戦が1000試合目となる[21]。
  - 川崎球場でのロッテ対阪急3回戦で、ロッテ投手陣が11与四死球、阪急が10与四球、1試合与四死球21のパ・リーグ新記録[22]。また、ロッテの有藤通世がこの試合の6回裏に本塁打を放ち、プロ通算1000得点を達成。史上16人目[23]。
- 4月22日 - 巨人対中日5回戦が平和台球場で行われ、巨人対中日の公式戦はこれで通算1000試合[24]。
- 4月29日 - 阪急の山田久志が西宮球場での対ロッテ6回戦で勝利投手となり、プロ通算200勝を達成[25]。

### 5月
- 5月2日 - ロッテの有藤通世が川崎球場での対日本ハム5回戦の1回裏に三振を喫し、プロ通算1000三振を記録。史上8人目[26]。
- 5月4日 - ヤクルトの若松勉が神宮球場での対巨人3回戦で一回裏に安打を放ち、プロ通算1500安打を達成[27]。
- 5月7日 - 巨人の原辰徳が神宮球場での対ヤクルト5回戦の7回表に9号満塁本塁打を打ち、球団史上100本目の満塁本塁打[28]。
- 5月8日 - ロッテの有藤通世が後楽園球場での対日本ハム8回戦の6回表に5号本塁打を打ち、プロ通算300本塁打を達成[29]。
- 5月9日 - 日本ハムの柏原純一が後楽園球場での対ロッテ9回戦の10回裏に7号サヨナラ本塁打を放ち、プロ通算150本塁打を達成[30]。
- 5月11日 - ヤクルトの大杉勝男が横浜スタジアムでの対大洋6回戦の6回表に2号3点本塁打を打ち、プロ通算450本塁打を達成[31]。
- 5月14日 - 東京運動部長会は、読売新聞社および日本プロスポーツ会議から委嘱されていた「沢村栄治賞」と「日本プロスポーツ大賞」の選考を辞退することを決定[32]。
- 5月15日 - 阪急の松永浩美が西宮球場での対日本ハム5回戦で、六回裏に左打席で3号本塁打を、八回裏に右打席で4号本塁打を放ち、日本プロ野球で日本人では初の左右両打席本塁打を記録[33]。
- 5月18日 - 日本ハムは球団代表の三原脩が健康面で不安から辞任し、後任に取締管理部長の小島武士が就任すると発表。三原は今後は相談役となる[34]。これに伴い、パ・リーグは連盟理事長だった三原の後任に南海の球団代表の塩見猛を選出することを決定[34]。
- 5月19日 - 大洋の福嶋久晃が後楽園球場での対巨人5回戦の2回表に2号2点本塁打を放ち、プロ通算100本塁打を達成。史上120人目[35]。
- 5月21日
  - 巨人の原辰徳が神宮球場での対ヤクルト6回戦の二回表に14号2点本塁打を打ち、これが球団通算4500本塁打となる[36]。
  - 阪神の竹之内雅史が甲子園球場にて記者会見し、現役引退を表明[37]。
- 5月24日 - セ・リーグ会長の鈴木龍二は、巨人の江川卓が完投で6勝目を挙げた5月19日の対大洋5回戦で右手左指にばんそうこうを巻いて投球していたとして、江川に対し球団宛ての文書にて「警告処分」とした[38]。
- 5月27日 - ヤクルトの相馬和夫球団代表は遠征先の広島にて、二軍監督の内藤博文を一軍ヘッドコーチとすると発表。27日現在で10勝27敗、5位阪神と6ゲーム差のセ・リーグ最下位に低迷するチームの現状の打開策[39]。

### 6月
- 6月1日
  - 西武ライオンズは古沢憲司、大原徹也と広島の高橋直樹とのトレードが成立したと発表[40]。
  - 西武の田淵幸一が後楽園球場での対日本ハム9回戦に出場し、プロ通算1500試合出場を達成。史上71人目[41]。
- 6月4日 - 広島の衣笠祥雄が広島市民球場での対巨人10回戦の1回裏に10号本塁打を放ち、プロ通算1000得点を達成[42]。
- 6月5日 - 広島の山本浩二が広島市民球場での対巨人11回戦の六回裏に14号本塁打を放ち、プロ通算400本塁打を達成[43]。
- 6月6日 - 日本ハムのトニー・ソレイタが後楽園球場での対阪急9回戦の4回裏に11号3点本塁打を放ち、プロ野球通算100本塁打を達成[44]。
- 6月8日 - 阪神の藤田平が神宮球場での対ヤクルト9回戦の四回表に3号3点本塁打を打ち、プロ通算200本塁打を達成[45]。
- 6月10日 - 広島の北別府学が藤崎台県営野球場での対中日9回戦に先発して10勝目を挙げ、球団創設以来初の10連勝を記録[46]。
- 6月16日 - 日本ハムの柏原純一が西宮球場での対阪急12回戦に出場し、プロ通算1000試合出場を達成。史上229人目[47]。
- 6月18日 - 神宮球場でのヤクルト対大洋12回戦で、ヤクルト先発・鈴木正幸と大洋先発・野村収が共に被安打1で完投し、1試合最少安打2を記録。またヤクルトは26打数、大洋は25打数で合計51打数の1試合最少打数のプロ野球新記録[48][49]。
- 6月22日 - 巨人の浅野啓司が後楽園球場での対中日12回戦の9回表に金山卓嗣から三振を奪い、プロ通算1000奪三振を達成。史上65人目[50]。
- 6月25日 - 藤井寺球場で行われた近鉄対阪急13回戦で阪急が近鉄に2-7と敗れたため、西武が前後期制となって初の優勝達成。パ6球団では最後に前後期制で優勝した球団となった[51][52]。
- 6月27日 - 中日の谷沢健一がナゴヤ球場での対ヤクルト9回戦の三回裏に二塁打を放ち、プロ通算1500安打を達成[53]。
- 6月29日 - パ・リーグの前期日程が終了[54]。
- 6月30日 - 近鉄のスカウト部長の中島正明が午前0時20分、肝硬変のため兵庫県西宮市の西宮病院にて死去。62歳[55]。

### 7月
- 7月1日 - 日本ハムは前米国三菱商事副社長兼ロサンゼルス支店長の瀬古和男が球団社長に就任したと発表。丹羽芳道前球団社長は日本ハム本社専務に戻る。また、三原脩が取締役を辞任し相談役に専念することになった[56]。
- 7月2日
  - 後楽園球場での日本ハム対近鉄後期1回戦で日本ハムの江夏豊が7回裏からリリーフ登板して勝利投手となり、プロ通算200勝を達成。史上18人目[57]。日本ハムの井上弘昭が8回裏に2号2点本塁打を放ち、プロ通算150本塁打を達成。史上65人目[58]。
  - 阪神は甲子園球場での対巨人15回戦に6-4で勝利し、1976年4月以来6年ぶりの11連勝を記録[59]。
  - 西武ライオンズ球場での西武対阪急後期1回戦で阪急のボビー・マルカーノが5回表に二塁打を放ち、プロ野球通算1000安打を達成。史上123人目で、外国人選手としては4人目[60]。阪急の加藤英司が7回表に二塁打を放ち、プロ通算300二塁打を達成。史上20人目[61]。
- 7月4日 - 広島の衣笠祥雄が広島市民球場での対中日15回戦に先発出場し、1500試合連続出場を達成[62]。
- 7月6日 - 阪急の加藤英司が西宮球場での対近鉄後期1回戦の一回裏に2点適時二塁打を打ち、プロ通算1000打点を達成[63]。
- 7月7日 - ロッテのレロン・リーが平和台球場での対西武後期二回戦で5号、6号本塁打を放ち、日本プロ野球通算150本塁打を達成。史上66人目、外国人選手では9人目[64]。
- 7月8日 - 近鉄の鈴木啓示が西宮球場での対阪急後期三回戦に先発し、七回裏に先頭打者の松永浩美を三塁ゴロに打ち取り、プロ通算4000イニングを達成[65]。
- 7月13日 - 日生球場にて近鉄対南海後期1回戦が行われ、近鉄が9対3で勝利し、球団通算1800勝を達成[66]。南海の山下律夫がこの試合に先発しプロ通算500試合登板を達成。
- 7月14日
  - 横浜スタジアムでの対広島13回戦で大洋の田代富雄が16号本塁打を放ち、これが球団通算3500本塁打となる[67][68]。また、広島の山本浩二が4回表に二塁打を放ち、プロ通算300二塁打を達成。史上21人目[69]。
  - 西武が後楽園球場での対日本ハム後期2回戦で1試合最少打数23のプロ野球タイ記録[70]。
  - ヤクルトが新外国人選手としてシカゴ・カブスのダン・ブリッグスの獲得とラリー・ハーローを自由契約選手にしたと発表[71]。
- 7月18日 - 阪神の掛布雅之が甲子園球場での対広島15回戦の五回裏に22号2点本塁打を打ち、プロ通算200本塁打を達成[72]。
- 7月23日 - ジュニアオールスターで近鉄の金村義明がジュニアオールスター史上初のサイクル安打を記録。試合は6対1でウェスタン・リーグが勝利し、金村はこの試合、5打数4安打1本塁打1三振でMVP獲得[73]。

### 8月
- 8月1日 - 日本ハムの柏原純一が札幌市円山球場での対阪急ダブルヘッダー第2試合の後期6回戦の二回裏に17号本塁打を打ち、プロ通算1000安打を達成[74]。
- 8月6日
  - 阪急の福本豊が西宮球場での対南海後期2回戦の四回裏二死から二塁盗塁を決め、プロ通算900盗塁を達成[75]。
  - 近鉄の小川亨が西武球場での対西武後期4回戦の四回表二死二塁から右前適時安打を打ち、プロ通算1500安打を達成。史上46人目[76]。
- 8月7日 - 第64回全国高等学校野球選手権大会が甲子園で開幕。
- 8月8日 - 第53回都市対抗野球大会の決勝戦が後楽園球場で14時から行われ、和歌山市の住友金属が福山市の日本鋼管に5対4で勝利し大会初優勝[77]。
- 8月10日 - 西武球場での西武対ロッテ後期4回戦で、西武は16-4で勝利。1試合24安打は球団創設以来1試合最多安打の球団新記録となる[78]。スティーブ・オンティベロスが4回裏に8号満塁本塁打を打ち、これはパ・リーグ通算400本目の満塁本塁打となる[78]。山崎裕之が八回裏に中前安打を打ち、プロ通算3000塁打を達成、史上19人目[79]。
- 8月12日
  - 日生球場での近鉄対阪急後期6回戦で、阪急は偵察要員として投手の山沖之彦を5番・指名打者に送り一回表一死満塁の場面で代打を送ろうとしたが、今季から偵察要員に代打を禁止するルールに抵触するため交代は認められず山沖が打席に立つも三振。75年にパ・リーグが指名打者を採用後、投手が指名打者として打席に立ったのは初めて[80]。
  - 静岡県営草薙球場での大洋対広島17回戦は、新幹線が地震の影響を受け3時間遅れた影響で審判団の到着が遅くなったため、予定より1時間遅らせて18時59分に試合開始となった[81]。
- 8月14日 - 阪急の山田久志が西武球場での対西武後期8回戦に先発し、プロ通算500試合登板を達成[82]。
- 8月17日 - 西武の山崎裕之が大阪球場での対南海後期7回戦に出場し、プロ通算2000試合出場を達成。史上17人目[83]。
- 8月19日
  - ヤクルトの大杉勝男が神宮球場での対中日16回戦の3回裏に中田宗男から二塁打を放ち、プロ通算300二塁打を達成。史上22人目[84]。
  - 大洋が横浜スタジアムでの対阪神20回戦の7回裏に加藤俊夫、山下大輔、長崎啓二がそれぞれ犠牲バントを成功させ、1イニング3犠打のセ・リーグタイ記録[85]。
- 8月20日 - 第64回全国高等学校野球選手権大会の決勝戦が甲子園球場で行われ、徳島県代表の池田が広島県代表の広島商を12-2で破り初優勝。
- 8月24日 - 阪神の掛布雅之が甲子園球場での対ヤクルト19回戦の7回裏に27号本塁打を放ち、プロ通算1000安打を達成。史上125人目。更に同回裏に28号本塁打を放ち、1イニング2本塁打を記録。史上9人目（10度目）[86]。
- 8月29日 - 広島の衣笠祥雄が甲子園球場での対阪神20回戦に先発出場し、プロ通算2000試合出場を達成。史上18人目[87]。
- 8月31日 - 横浜スタジアムでの大洋対阪神21回戦で、阪神の七回表の攻撃で先頭打者の藤田平が三塁と本塁の間に飛球を打ちあげ、大洋の三塁手の石橋貢が捕球し損ねて三塁塁審の鷲谷亘はファウルと判定。これに対し阪神の監督の安藤統夫が石橋のグラブに当たったのでフェアだと抗議。守備走塁コーチの島野育夫が鷲谷を手でついたため、鷲谷は島野に退場を宣告。だが島野が暴行を続け主審の岡田功が止めに入ったのを今度はコーチの柴田猛が岡田に暴行を加える。審判団は阪神の2コーチの暴力行為に抗議しグラウンドから引き上げたが、安藤が岡田に謝罪し約10分の中断の後試合再開となった（横浜スタジアム審判集団暴行事件）[88]。

### 9月
- 9月1日
  - セ・リーグは8月31日の横浜スタジアムでの対大洋21回戦で審判に暴行を加えた阪神の島野育夫と柴田猛の2コーチに対し、無期限出場停止処分を下したと発表[89]。
  - 巨人の浅野啓司が後楽園球場での対ヤクルト24回戦の五回表途中から救援登板してプロ通算500試合登板を達成[90]。
- 9月2日
  - 阪神の山本和行が横浜スタジアムでの対大洋23回戦の八回表途中から救援登板し今季21セーブ目を挙げ、日本プロ野球新記録のシーズン33セーブポイント[91]。
  - 広島の水谷実雄が広島市民球場での対中日24回戦に出場し、プロ通算1500試合出場を達成。史上72人目[92]。
- 9月4日 - 近鉄の羽田耕一が大阪球場での対南海後期11回戦の5回表に安打を放ち、プロ通算1000安打を達成。史上126人目[93]。
- 9月6日 - 日本プロ野球コミッショナーの下田武三とセ・リーグ会長の鈴木龍二は、阪神の島野育夫と柴田猛への処分についてセが1日に下した「無期限停止処分」で意見が一致[94]。
- 9月15日 - 巨人対中日23回戦が後楽園球場で行われ、9回7対7で時間切れ引き分けとなり、中日はプロ野球新記録のシーズン19度目の引き分け[95]。
- 9月28日 - 日本ハム対ロッテ後期10回戦が後楽園球場で行われ、日本ハムが6対5で勝利し後期優勝を達成[96]。

### 10月
- 10月8日 - 阪急の松永浩美が西宮球場での対近鉄後期13回戦でサイクル安打を達成[97]。
- 10月9日 - 横浜スタジアムで大洋対巨人26回戦が行われ巨人は1-3と敗れ、全公式戦を終了、セ・リーグの優勝はマジック5の中日の残り8試合の結果次第となる[98]。
- 10月12日
  - パ・リーグの今シーズンの全日程が終了、ロッテの落合博満は打撃部門で三冠王を獲得[99]。
  - 南海のドン・ブレイザー監督が午後、南海電鉄本社に川勝伝オーナーを訪ね「体力に自信がない」と辞任を申入れて了承され、3年契約の1年を残しての辞任が決定した。オーナーの川勝は直ちに穴吹義雄二軍監督に対し一軍監督への就任を要請した。ブレイザーは球団顧問となる[100]。
  - 中日の星野仙一が対阪神戦（ナゴヤ）で通算500試合登板。星野はこれが現役最後の公式戦登板となった[101]。
- 10月14日 - パ・リーグのプレーオフ第4戦が後楽園球場で行われ、前期優勝の西武が後期優勝の日本ハムを7-5で破り、西鉄時代以来19年ぶり6度目のリーグ優勝[102]。
- 10月16日 - 広島の渡辺秀武が広島市民球場での対阪神26回戦で5回表2死から登板し吉竹春樹に死球を与え、日本プロ野球新記録の144与死球。渡辺の現役最後の登板となった[103]。
- 10月17日 - 横浜スタジアムでの大洋対中日25回戦で中日が大洋に1-3と敗戦、これで18日の同球場のカードで中日が勝てばリーグ優勝、負ければ巨人が優勝という大一番となる[104][105]。
- 10月18日 - 横浜スタジアムでの大洋対中日26回戦のシーズン最終戦に中日が8-0で勝利し、8年ぶり3度目のリーグ優勝を決める[106][107]。この試合で、打率トップの大洋の長崎啓二を9毛差で追う中日の田尾安志に対し、大洋バッテリーは5打席全て敬遠で歩かせる。
- 10月20日
  - 阪急は岡本一光を任意引退に、白石静生を自由契約とした[108]。
  - 大洋はマイク・ラムとジェームス・ピータースを自由契約にした[109]。
- 10月21日 - 沢村栄治賞の選考が同賞の選考委員会によって行われ、広島の北別府学を選出。前年まで選考に当たっていた東京運動記者クラブ部長会が選考を辞退したため、今年度より選考委員会を設置[110]。
- 10月22日 - 阪急の山口高志が大阪市北区の球団事務所を訪れ、現役引退を申入れて了承される[111]。
- 10月25日 - 南海は岡田公意球団社長が辞任し、後任に南海電鉄専務の甲村甫が就任。併せて同調査部参事の泉谷一夫が営業取締役となる[112]。
- 10月30日 - 日本シリーズ第6戦がナゴヤ球場で行われ西武が中日を9-4で破り、4勝2敗で西鉄時代以来24年ぶり4度目の日本一[113]。

### 11月
- 11月1日
  - プロ野球セ・パ両リーグの最優秀選手、最優秀新人、ベストナインを決定する記者投票の開票が午前10時から東京・銀座のコミッショナー事務局にて行われ、最優秀選手にセは中日の中尾孝義、パはロッテの落合博満。最優秀新人にセは広島の津田恒美、パは近鉄の大石大二郎が選出される[114]。
  - 中日の木俣達彦が名古屋市の中日ビルにて記者会見し、現役引退を表明[115]。
  - 中日は戸田善紀、三枝規悦、山崎修二、望月之雄、富田勝を自由契約とした[116]。
  - ロッテは三井雅晴の任意引退を発表[117]。
  - 阪神は上田次朗の任意引退を発表[118]。
- 11月2日 - 近鉄は佐々木恭介が現役を引退しスカウトに就任すると発表[119]。
- 11月9日
  - ヤクルトは東京・新橋のヤクルト本社にて記者会見し、中西太が一軍ヘッド兼打撃コーチに就任したと正式に発表[120]。
  - 南海は野球評論家の河村英文が一軍投手コーチに就任したと発表[121]。
- 11月11日 - 阪神のグレッグ・ジョンストンが藤江清志編成部長と話し合い、退団が決定。12月1日付で自由契約選手として公示[122]。
- 11月12日 - 第六回正力松太郎賞の選考が午後、東京・九段下のホテルグランドパレスにて行われ、西武ライオンズ監督の広岡達朗を選出[123]。
- 11月24日 - パ・リーグのオーナー懇談会が東京・九段下のホテルグランドパレスにて開かれ、プレーオフを残すことを条件に、来シーズより現行の2シーズン制から1シーズン制へ移行する事を決定[124]。
- 11月25日 - ドラフト会議が東京・九段下のホテルグランドパレスにて午前11時より行われ、72名を指名[125][126]。
- 11月29日 - 近鉄の井本隆と、ヤクルトの鈴木康二朗・柳原隆弘のトレードが成立[127]。

### 12月
- 12月1日 - ロッテは奥江英幸を自由契約にした[128]。
- 12月2日
  - セ・リーグのオーナー懇談会が東京・虎ノ門のホテル・オークラにて開かれ、日本シリーズでの指名打者の採用に反対する方針を確認[129]。
  - 西武は与那嶺要が二軍の打撃、守備、走塁コーチに就任すると発表[130]
- 12月7日
  - 西武の吉本博と大洋の清水宏悦のトレードが成立したと両球団が発表[131]。
  - セ・リーグ理事会が東京・芝の東京グランドホテルにて開かれ、読売新聞社運動部長の渋沢良一が来年1月1日付けでセ・リーグ事務局長に就任することを承認[132]。
- 12月8日
  - 阪神の加藤博一と大洋の野村収のトレードが成立したと阪神が発表[133]。
  - 阪急は新山隆史が一軍投手コーチに就任したと発表[134]。
- 12月9日 - 阪急はシカゴ・カブスのバンプ・ウィルスの入団が決定したと発表。アメリカに渡りバンプ側と入団交渉に当たっていた取締役の矢形勝洋が球団へ条件面で合意に達したと連絡した。4年契約で年俸は40万ドル[135]。
- 12月10日
  - 中日は広島から水沼四郎を金銭トレードで獲得したと発表[136]。
  - 南海は西武から小川史を金銭トレードで獲得したと発表[137]。
- 12月15日
  - 巨人の柳田俊郎が東京・大手町の球団事務所で球団代表の長谷川実雄と話会い、現役引退を申し入れ了承される[138]。
  - 阪急の高井保弘が現役引退を表明[138]。
- 12月16日 - 阪神の小津正次郎球団社長は、去る8月31日に審判への暴行で無期限出場停止中の柴田猛、島野育夫両コーチを球団事務所へ呼び、今後の処遇を話し合い。両者はいずれも「いずれユニフォームを着ることを前提に考えて」球団職員として契約し、管理部付となった[139]。
- 12月18日 - 阪急はミネソタ・ツインズのグレッグ・ウェルズの入団を発表[140]。
- 12月21日 - 阪神の若菜嘉晴が午後、大阪・梅田の球団事務所にて球団社長の小津正次郎に対し「一身上の都合で退団したいので自由契約選手にして欲しい」と申し入れて了承される[141]。
- 12月22日 - 広島は広島の球団事務所にて福士敬章の任意引退を発表[142]。
- 12月29日 - 広島の水谷実雄と阪急の加藤英司のトレードが成立。24日に球団よりトレードを通告された水谷が球団に対し功労金を要求して折り合わなかったが、この日野崎泰一球団本部長と話し合い、年俸のアップ額の増額で合意したもの[143]。

## 誕生

### 1月
- 1月1日 - 林智勝
- 1月5日 - 青木宣親
- 1月6日 - 河内貴哉
- 1月7日 - フランシスコ・ロドリゲス
- 1月8日 - 栗原健太
- 1月9日 - 田中雅彦
- 1月12日 - ドントレル・ウィリス
- 1月18日 - 塚本浩二
- 1月21日 - 米野智人
- 1月31日 - ユニエスキー・ベタンコート

### 2月
- 2月1日 - ジーン・マチー
- 2月2日 - 中村真人
- 2月10日 - 渡辺亮
- 2月12日 - 齊藤信介
- 2月17日 - 川崎雄介
- 2月19日 - クリス・スチュワート
- 2月22日 - 中山慎也
- 2月22日 - ケリー・ジョンソン

### 3月
- 3月16日 - ブライアン・ウィルソン
- 3月22日 - マイケル・モース
- 3月24日 - ダスティン・マゴワン
- 3月30日 - 高木康成
- 3月30日 - レスリー・アンダーソン
- 3月31日 - 柳田殖生

### 4月
- 4月2日 - 中村一生
- 4月8日 - 西﨑伸洋
- 4月10日 - アンドレ・イーシアー
- 4月12日 - 甲斐雅人
- 4月15日 - 森跳二
- 4月15日 - 加藤光教
- 4月16日 - 山本淳
- 4月20日 - 石橋尚登
- 4月21日 - マキシモ・ネルソン
- 4月26日 - 荻野忠寛
- 4月26日 - 李景一
- 4月28日 - 川本良平
- 4月29日 - 内海哲也

### 5月
- 5月4日 - 星孝典
- 5月6日 - 西谷尚徳
- 5月6日 - エルネスト・ペレイラ
- 5月8日 - エイドリアン・ゴンザレス
- 5月11日 - 中田賢一
- 5月11日 - 鈴木健之
- 5月12日 - ジェイミー・デントナ
- 5月22日 - 駒居鉄平
- 5月24日 - 坂元弥太郎
- 5月24日 - 田中浩康
- 5月24日 - 呉偲佑
- 5月25日 - ジェイソン・クベル
- 5月31日 - 加藤領健

### 6月
- 6月1日 - 攝津正
- 6月1日 - 東和政
- 6月2日 - 伊藤義弘
- 6月3日 - 牧田明久
- 6月7日 - 松岡健一
- 6月11日 - 小島心二郎
- 6月15日 - 桑原義行
- 6月16日 - 大松尚逸
- 6月16日 - 手嶌智
- 6月17日 - 西川雅人
- 6月21日 - 染田賢作
- 6月22日 - イアン・キンズラー
- 6月22日 - ジェイソン・モット
- 6月26日 - 近澤昌志
- 6月27日 - 菊地和正

### 7月
- 7月1日 - ジャスティン・ヒューバー
- 7月3日 - 藤田一也
- 7月3日 - 山下浩宜
- 7月5日 - 一場靖弘
- 7月13日 - ヤディアー・モリーナ
- 7月13日 - 秋信守
- 7月15日 - 呉昇桓
- 7月25日 - 新井智
- 7月27日 - 香月良太
- 7月27日 - 田村彰啓
- 7月28日 - 亀井善行
- 7月28日 - 町豪将
- 7月29日 - 松家卓弘
- 7月29日 - 大廣翔治
- 7月31日 - 中島宏之

### 8月
- 8月1日 - 西﨑聡
- 8月2日 - グレイディ・サイズモア
- 8月4日 - 内川聖一
- 8月8日 - 三木均
- 8月16日 - 山崎勝己
- 8月17日 - 山岸穣
- 8月19日 - J.J.ハーディ
- 8月21日 - 桟原将司
- 8月21日 - 山地隆
- 8月22日 - 伊藤秀範
- 8月22日 - 新田玄気
- 8月26日 - 髙橋秀聡
- 8月28日 - カルロス・クエンティン
- 8月31日 - 森大輔

### 9月
- 9月1日 - 仲澤忠厚
- 9月2日 - ジェイソン・ハメル
- 9月6日 - 赤松真人
- 9月6日 - 後藤伸也
- 9月10日 - 服部泰卓
- 9月12日 - 中里篤史
- 9月13日 - 畠山和洋
- 9月26日 - ダニエル・マカッチェン
- 9月28日 - マイカ・オーウィングス
- 9月30日 - セス・スミス

### 10月
- 10月4日 - 那須野巧
- 10月6日 - 加藤暁彦
- 10月13日 - 岩﨑哲也
- 10月16日 - 松谷秀幸
- 10月18日 - 岸本秀樹
- 10月19日 - J.A.ハップ
- 10月21日 - 根市寛貴
- 10月22日 - ロビンソン・カノ
- 10月22日 - カルロス・トーレス
- 10月22日 - ダレン・オデイ
- 10月22日 - カルロス・トーレス
- 10月23日 - 田中彰 (1982年生の内野手)
- 10月28日 - 押本健彦

### 11月
- 11月5日 - ブライアン・ラヘア
- 11月12日 - 中尾敏浩
- 11月12日 - 高橋浩司
- 11月13日 - ネルソン・パヤノ
- 11月18日 - 田中良平
- 11月23日 - 松坂恭平
- 11月25日 - 近藤智勝

### 12月
- 12月9日 - 上野貴久
- 12月10日 - ルイス・ブラウン
- 12月12日 - アービン・サンタナ
- 12月13日 - リッキー・ノラスコ
- 12月16日 - クリス・ブリットン
- 12月17日 - 狩野恵輔
- 12月20日 - デビッド・ライト
- 12月24日 - 玉山健太
- 12月27日 - 鉄平（土谷鉄平）
- 12月27日 - クリス・ジメネス

## 死去
- 2月24日 - 金子鋭（日本プロ野球第6代コミッショナー、*1900年）
- 3月26日 - 水原茂（読売ジャイアンツ、東映フライヤーズ、中日ドラゴンズの監督、*1909年）
- 5月11日 - 鈴木惣太郎（日米の野球交流に尽力、野球殿堂入り、*1890年）
- 6月8日 - サチェル・ペイジ（ニグロリーグの大投手、*1906年）
- 9月29日 - モンティ・ストラットン（事故で片足を失いながら、マイナーリーグに復帰して映画のモデルにもなった投手、*1912年）
- 11月10日 - 石本秀一（大阪タイガース、広島カープ他の監督、*1896年）